# Идельсон, Раиса Вениаминовна
Идельсо́н, Раи́са Вениами́новна (1894—1972) — художница и поэтесса.
В разное время была женой, натурщицей и музой двух советских живописцев — Роберта Фалька (3-я жена) и Александра Лабаса (2-я жена).

## Биография
Раиса Идельсон родилась в Витебске в 1894 году. Отец — известный витебский врач-терапевт Вениамин Иванович Идельсон. Мать, Жанетта Моисеевна Баркан, происходила из богатой немецко-еврейской семьи льноторговцев, окончила в Германии высшее учебное заведение и преподавала английский язык в немецкой гимназии в Берлине, где и встретилась с будущим мужем, учившимся там в университете.

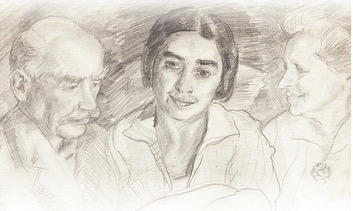
Графическая работа Роберта Фалька «Портрет Р. В. Идельсон с родителями» 1926 года (бумага, графитный карандаш, 28x41)

В 1913 году Раиса Идельсон окончила гимназию и уехала на обучение во Францию и Бельгию, где уже училась её старшая сестра Александра. Летом 1914 года сёстры приехали на каникулы в Витебск навестить родителей и не смогли вернуться во Францию, так как началась Первая мировая война.
Обучалась в Школе живописи и рисунка художника Юделя Пэна в Витебске, в которой в то же время брал уроки Марк Шагал, в будущем известный художник.

### После Революции
В начале 1917 года Раиса Идельсон начала посещать в Петербурге частную художественную школу Я. С. Гольдблата. Также посещала художественные мастерские К. С. Петрова-Водкина.
В 1920—1921 гг. художница поступила на Высшие художественно-технические мастерские (ВХУТЕМАС), где состоялось знакомство с Робертом Фальком в его живописной мастерской. В 1922 году позировала для картины Фалька «Женщина в красном лифе» (ГТГ, Москва).
15 октября 1922 года состоялась Первая русская художественная выставка в Берлине, где она также приняла участие. Вдохновителями и организаторами выставки были Илья Эренбург, Давид Штеренберг и Эль Лисицкий.
Зимой 1922—1923 года позировала для картины Фалька «Женщина в белой̆ повязке» (ГТГ, Москва). В 1923 году вместе с Фальком ездила в Витебск, где художник создал ряд её портретов.
В марте 1925 года Фальк включил в экспозицию выставки общества «Московские живописцы» лучшие курсовые и дипломные работы своих учеников. В этом же году Раиса Идельсон участвовала в Первой Всебелорусской выставке (Минск). Двумя годами позже, в 1927 году, она участвовала во второй Всебелорусской художественной выставке в Минске.
В 1926 году Идельсон позировала для картины Фалька «Девушка у окна» (Краснодарский̆ краевой̆ художественный̆ музей им. Ф. А. Коваленко).
В 1928 году показывала свои работы на Первой̆ выставке живописи, графики и рисунка «РОСТ», проходившей в клубе им. Кухмистерова на Гороховской улице в Москве.
В 1928—1929 годы была членом Объединения художников-общественников (ОХО), состоявшего из студентов мастерской̆ Р. Р. Фалька (И. Лейзеров, Е. Левина-Розенгольц, М. Николадзе, Г. Назаревская, Р. Рабинович и других).
В 1928 году Роберт Фальк получил творческую командировку от Наркомпроса в Париж, в которой его сопровождала жена.В 1929 году проходила персональная выставка Роберта Фалька в галерее Зак (Galerie Zak) в Париже, где Раиса взяла организацию на себя. Фальк показывал 25 работ, в том числе портрет Раисы Идельсон — «Женщина в красном лифе» и «Автопортрет в жёлтом».

### Возвращение в СССР и расставание с Фальком
Вторая выставка картин Общества художников-общественников (ОХО) проходила с 5 марта по 9 апреля 1929 года в клубе им. Астахова при заводе «Серп и молот», где была выставлена её картина «Цветы в голубой бутылке». Летом этого же года художница возвратилась из Парижа в Москву и уехала к больному отцу в Витебск.
В 1930 году в одном из наиболее радикальных журналов «Революция и культура» совместно с Евой Левиной-Розенгольц Раиса Идельсон опубликовала статью «Театр ближайшего будущего» о превращении театра из элитарного в массовый.
1929—1937 гг. переписывалась с Фальком, находившимся в Париже, вплоть до самого его возвращения в Москву в канун 1938 года. Эти стихи Раиса Идельсон посвятила Фальку:
Любовь моя, мне даже сны не снятся.

Я в четкой трезвости сгораю наяву.

И, если я с тобой смогла расстаться,

Не спрашивай, как я живу.

### Брак с Лабасом
В 1930 году познакомилась с художником Александром Лабасом, профессором ВХУТЕИНа, одним из учредителей ОСТа (Общества художников-станковистов), объединившего во главе со Штеренбергом бывших выпускников ВХУТЕМАСа — Дейнека, Пименова, Вильямса, Тышлера и других.
По свидетельству писателя Ильи Эренбурга, Фальк с Раисой Идельсон оставались друзьями и после её брака с Александром Лабасом в 1932 году.
В 1932 года Общество художников-станковистов прекратило свою работу, а в середине 1930-х А. Лабаса обвинили в формализме. В мае 1932 года Раиса устроилась научным сотрудником в библиотеку Государственного музея изобразительных искусств.
В 1933 году у Раисы Идельсон и Александра Лабаса родился сын Юлик — Юлий Александрович Лабас, будущий ученый-биолог.

### Дальнейшая жизнь
Брак с Лабасом оказался недолгим и скоро распался. В этом же году вернулась из Парижа старшая сестра художницы, Александра Азарх-Грановская.
В 1930-е годы Раиса Идельсон работала в Центральном доме художественного воспитания детей̆. С 1934 года по 1941 год при Центральном доме народного творчества им. Н. К. Крупской (ЦДНТ) были организованы заочные курсы для всех желающих научиться рисовать, и Раиса Вениаминовна начала там преподавать.
В годы Великой Отечественной войны с сыном и сестрой находилась в эвакуации — сначала в Самарканде, в конце 1941 года сёстры с Юликом переезжают в Ташкент. Раиса Вениаминовна продолжила переписку с Фальком и его женой А. В. Щекин-Кротовой. В 1943 году она возвратились в Москву.
Летом 1946 года, после возвращения из эвакуации, Фальк подарил Раисе один из лучших её портретов — «Женщина, расчёсывающая волосы» (1926).
С 1944 года по 1971 год Раиса Идельсон преподавала во Всесоюзном заочном народном университете искусств им. Н. К. Крупской, где разработала собственный̆ педагогический̆ метод с индивидуальным подходом к ученикам.
Скончалась Раиса Вениаминовна Идельсон 18 июля 1972 в Москве. Похоронена на Калитниковском кладбище рядом с могилой̆ Р. Р. Фалька.

### Семья
- Сестра — Азарх-Грановская, Александра Вениаминовна, актриса и режиссёр
- 1-й муж: Роберт Фальк (3-я жена), в браке с 1922 по 1931 год.
- 2-й муж: Александр Лабас (2-я жена). В браке до 1935 года.
- Сын Лабас, Юлий Александрович (1933—2008) — биолог
- Внучка — Алиса Юлиевна Лабас[3] и правнук Александр проживают в Москве.
- Двоюродная сестра — советский молекулярный генетик Жозефина Григорьевна Шмерлинг (сестра В. Г. Шмерлинга).
- Двоюродный брат — Н. И. Идельсон.

## Творчество

### Поэзия
Свое первое стихотворение Раиса Идельсон написала в 7 лет. Стихи писала всю жизнь, но не считала нужным их публиковать. После её кончины они были систематизированы и опубликованы наследниками в книге «Безмолвный поэт: художественно-поэтический̆ сборник» в 2020 году, которая иллюстрирована работами Роберта Фалька, Александра Лабаса, Раисы Идельсон, а также архивными документами и фотографиями, хранящимися в семье художницы, музеях и частных архивах. Издание дополнено воспоминаниями современников.

### Живопись
Несколько её работ хранятся в частном собрании в Израиле у профессора-физика Л. И. Рубинштейна. Некоторые работы хранятся у семьи Раисы Вениаминовны, в том числе и стихотворения, в 2020 году вошедшие в книгу «Безмолвный поэт».

## Выставки
- Выставка «Мясницкая, 21. Перекрёстки судеб.» 2016—2017.
- Выставка «Роберт Фальк» 2020—2021.